# Lucius Verginius Rufus
Lucius Verginius Rufus (14? - 97) was een Romeins militair, politicus en consul in 63, 68 en 97,

## Beknopte biografie
Als Legatus Augusti pro praetore (gouverneur) van Germania Superior sloeg hij de opstand van Gaius Iulius Vindex neer. Hij weigerde (tot twee keer toe) de titel princeps, die zijn troepen hem aanboden. Later speelde hij een rol in het beruchte Vierkeizerjaar en was, op gevorderde leeftijd, nog eenmaal consul met Nerva. Hij was een goede vriend en weldoener van zowel Plinius de Jongere als (waarschijnlijk) Tacitus die zijn grafrede hield. Verginius Rufus overleed in 97 op 83-jarige leeftijd, na een gebroken heup ten gevolge van een val van het spreekgestoelte in de Senaat, terwijl hij oefende voor een dankrede aan het adres van Nerva ter ere van zijn uitverkiezing tot consul. Tacitus volgde hem op als consul suffectus.

## De opstand van Vindex
In maart 68 begon Vindex een opstand tegen de corrupte regering van Nero. Hij vond grote steun onder de lokale bevolking die zich onderdrukt voelde. Hij wist een legermacht van ongeveer 100.000 man op te bouwen. Aangezien hij besefte dat hij geen kans had ooit als keizer van Rome geaccepteerd te worden, stelde hij Servius Sulpicius Galba voor.
Verginius Rufus rukte op vanuit Germania Superior en belegerde Vesontio (Besançon) (Cassius Dio, 63). Vindex schoot de stad te hulp en ontzette haar. Hierna begonnen hij en Verginius Rufus met onderhandelingen, eerst middels boodschappers, later in privé-onderhandelingen, wat makkelijk was omdat zij vlak bij elkaar gelegerd waren. Ze kwamen overeen Nero af te zetten en het leger van Vindex trok op om Vesontio te bezetten.
Het leger van Verginius Rufus was echter niet op de hoogte van de overeenkomst tussen Vindex en Verginius Rufus, viel aan en hakte het leger van Vindex in de pan. Vindex pleegde zelfmoord, iets dat door Verginius Rufus zeer werd betreurd. De troepen noemden hem Augustus en Caesar, maar Verginius Rufus weigerde, ondanks het aandringen van zijn troepen.

## Het vierkeizerjaar
Tijdens het roerige begin van de opstand in Germania Superior werd Verginius Rufus onder het mom van vriendschap door Galba afgezet. Zijn opvolger Hordeonius Flaccus bleek echter ziekelijk en niet standvastig tegenover zijn troepen, zodat een oproerige stemming ontstond. De gedachte Verginius Rufus tot princeps uit te roepen leefde niet allen onder de troepen van Germania Inferior, die slechts schoorvoetend van Nero afvallig waren geworden, maar ook bij de naburige volkeren, de Lingones en Treveri.
Later bood Otho hem het consulschap aan samen met Pompeius Vopiscus. Bij diens dood echter, na de voor Otho desastreuze Eerste Slag bij Bedriacum, werd hij door muitende soldaten in zijn huis belegerd. Na de dood van Otho werd hem (opnieuw) het keizerschap aangeboden en werd hem gesmeekt de leiding van een afvaardiging naar Caecina en Valens op zich te nemen. Verginius wist zich echter uit de voeten te maken, door een achterdeur te nemen.
Later probeerde ook Vitellius de gunst van Verginius te winnen. Hij nodigde hem uit op een banket (nog voor Vitellius in Rome was gearriveerd), maar een slaaf van Verginius werd ervan beticht Vitellius te willen vermoorden. Er ontstond een groot tumult en soldaten stormden de eetzaal binnen, schreeuwend om de dood van Verginius, maar kennelijk wist deze opnieuw te ontsnappen.

## De nadagen
Van Plinius de Jongere, wiens landgoed aan dat van Verginius Rufus grensde, weten we dat hij zich, ondanks zijn inmiddels klinkende reputatie, zich na het vierkeizerjaar in toenemende mate uit het openbare leven terugtrok, hoewel hij de carrière van Plinius bleef steunen en zelfs speciaal voor hem de reis van zijn landgoed naar Rome ondernam.
Tacitus schreef over hem (Historiae, II, 68)
Overigens heeft er nooit iemand bestaan die vaker met muiterij te maken heeft gehad, maar zijn faam en de bewondering die men voor hem had hielden stand. Zijn soldaten hadden echter een hekel aan hem, daar zij zich met geringschatting behandeld voelden.
Plinius de Jongere liet ons zijn grafschrift na:
Hier ligt Rufus die, nadat hij Vindex versloeg,
De macht niet greep, maar aan zijn vaderland overdroeg.